# Meingosus Gaelle
Meingosus Gaelle OSB, geboren als Johannes Gaelle (* 16. Juni 1752 in Buch; † 4. Februar 1816 in Maria Plain bei Salzburg) war ein deutscher katholischer Theologe, Physiker und Kirchenmusiker.

## Leben
Johannes Gaelle war der Sohn einfacher oberschwäbischer Bauersleute. Seine erste Ausbildung erhielt er in der Lateinschule von Tettnang, wo er den ersten Musikunterricht erhielt, ferner im Priorat Hofen, das zum Benediktinerkloster Weingarten gehörte. Schon sehr früh zeigte sich seine Begabung für das Harfespiel.
Am 7. April 1771 legte er seine Profess ab und erhielt den Ordensnamen Meingosus. Im gleichen Jahr ging er zum Studium der Philosophie und Theologie an die Benediktineruniversität nach Salzburg. In der schon damals bekannten Musikstadt hatte der junge Mönch vermutlich seine ersten bedeutenden musikalischen Anregungen empfangen. Dort lernte er Johann Michael Haydn kennen, mit dem ihn eine lebenslange Freundschaft verband.
1773 promovierte der Benediktinermönch in Philosophie und vier Jahre später in Theologie. Anschließend kehrte er nach Weingarten zurück. Sechs Jahre später wurde er in Konstanz zum Priester geweiht. Folgend unterrichtete er Philosophie und Mathematik am Lyzeum seines Klosters. Um 1790 wurde Meingosus Gaelle Novizenmeister, danach Unterbibliothekar sowie Chorregent, bis ihm im Sommer 1800 das Amt des Küchenmeisters übertragen wurde.
Als 1802 das Kloster Weingarten im Zuge der Säkularisation aufgehoben wurde, übernahm der Ordensmann zwei Jahre später eine Professur für Dogmatik und Kirchengeschichte in Salzburg. Dort vermittelte er seinen Mitbrüdern die Musik seiner Zeit, darunter Werke von Haydn, Mozart und Beethoven. Des Weiteren beschäftigte er sich intensiv mit wissenschaftlichen Versuchen zur Elektrizitätslehre (Reibungselektrizität), die Meingosus Gaelle in zwei Bänden publizierte. In den Jahren 1806/07 und 1809/10 war er Dekan an der Universität. 1811, nach Auflösung der Universität, bestimmte man ihn zum Superior des Wallfahrtsklosters Maria Plain, wo er vier Jahre später starb.
Meingosus Gaelle komponierte (und sammelte) zahlreiche Sonaten, Instrumental-, Kammermusik- und  Kirchenmusikwerke. Gewisse Berühmtheit erlangte er durch die Vertonung der Lieder in Sebastian Sailers Komischer Oper Die Schwäbische Schöpfung oder Adams und Evens Erschaffung und ihr Sündenfall (1796 Kloster Weingarten).
Meingosus Gaelles musikalische Werke sind nur handschriftlich überliefert. In Salzburg-Gnigl erinnert die Gällegasse an den (fast) in Vergessenheit geratenen Kleriker. Es ist ein Verdienst der Kammeroper Weißenhorn, das Werk des Benediktinermönchs immer wieder auf die Bühne zu bringen.

## Werke (Auswahl)

### Weingartener Zeit
- Positiones ex logica, metaphysica et arithmetica. 1784.
- Positiones ex philosophia et mathesi. 1785.
- Positiones ex metaphysica geo- et trigonometria ac philosophia universali practica. 1788.
- Meditationes philosophico-mathematicae. 1789.

### Salzburger Zeit
- Beiträge zur Erweiterung und Vervollkommnung der Elektrizitäts-Lehre in theoretischer und praktischer Hinsicht.
  - Band 1: Worin unter andern neuen Versuchen auch das Abspringen des Blitzes von der Wetterstange an der Maschine sichtbar dargestellt wird. Mayer, Salzburg 1813, urn:nbn:de:bvb:12-bsb10133783-7 (onb.ac.at).
  - Band 2: Worin unter andern durch entscheidende Versuche die Richtung des elektrischen Stromes zum Sturze des Franklin'schen Lehrgebäudes bestimmt, und hiernach die Theorie der gesammten Electricität unter manchen neuen Ansichten vorgetragen wird. Mayer, Salzburg 1816 (onb.ac.at).
- Ein Wörtchen über die elektrischen Pigmäenspiele, Dilettanterey und Blitzableiter. 1815.